# Walton Ford
Pour les articles homonymes, voir Ford (homonymie).
Walton Ford est né en 1960 à New York, issu de l'Amérique des banlieues, loin de la wilderness américaine. Il est un peintre aquarelliste, naturaliste, américain. Ses œuvres représentent des animaux sauvages exotiques comme des tigres, éléphants, singes et des oiseaux et, rappellent la peinture coloniale du XVIIIe siècle. L'artiste y mêle surréalisme, humour et allégorie, avec une critique du colonialisme, de l'industrialisme, des sciences naturelles et des effets de l'homme sur l'environnement.

## Biographie
Enfant, Walton Ford découvre à New York, l’American Museum of Natural History où il est saisi par les spectaculaires dioramas d’animaux empaillés, comme le Metropolitan Museum of Art où il apprécie tout particulièrement une toile de Pieter Brueghel l'Ancien "où des paysans font la sieste dans l’après-midi" et la vision de l'enfer dans le Jugement dernier de Jan van Eyck. Dès l'âge de neuf ans, Walton Ford se passionne pour le dessin.
Entré à la Rhode Island School of Design (RISD), sachant dessiner et peindre, il choisit les cours d'art dramatique et de cinéma. En dernière année, il étudie à Rome et découvre les fresques de Giotto sur la vie de saint François d’Assise qui le fascinent. Lorsqu'il termine son diplôme, le mouvement néo-expressionniste occupe East Village (Manhattan), le quartier des artistes comme Jean-Michel Basquiat et, la question de la fin de la figuration ou de la possibilité d’être encore un peintre figuratif est au cœur des discussions. L'artiste diplômé en 1982 de l'École de design de Rhode Island qui avait l'intention de devenir cinéaste se tourne vers la peinture animalière figurative.
Walton Ford est récipiendaire de plusieurs prix américains y compris une bourse de la Fondation Guggenheim Memorial John-Simon et de la National Endowment for the Arts. 
Le travail de Walton Ford a été présenté au Bowdoin College Museum of Art (Brunswick, Maine), au Southeastern Center for Contemporary Art (SECCA, Caroline du Nord), au Whitney Museum of American Art (Manhattan) et, au Forum pour l'art contemporain de Saint-Louis (Missouri). 
Après avoir vécu à New York City, Walton Ford a déménagé son studio à Great Barrington (Massachusetts).

## L'œuvre
Les formats sont très grands (jusqu'à plus de trois mètres de long) - chaque animal est peint à sa taille réelle - à l'aquarelle, la gouache, l'encre et le crayon sur papier. Le dessin éclatant offre une extrême précision qui évoque les planches zoologiques, estampes ou eaux-fortes, du XVe au XIXe siècle en particulier celles du peintre-ornithologue John-James Audubon (1785-1821, Cf. Birds of America ou Biographies Ornithologiques). Walton Ford Ford célèbre le mythe entourant le naturaliste-peintre mais le repositionne également comme un tueur d'animaux. Il s'inspire également, entre autres, du caricaturiste français J.-J. Grandville, des contes folkloriques vietnamiens, des lettres de Benjamin Franklin et de grands voyageurs, de l’autobiographie de Benvenuto Cellini, etc. L'artiste signale plus particulièrement dans ses interviews un manuel américain du XIXe siècle, Camp Life in the Woods and the Tricks of Trapping and Trap Making, expliquant l'art de piéger des animaux pour les revendre ; ces pièges se retrouvent dans ses productions dans un double sens littéral et métaphorique selon différentes perspectives.
L'œuvre de Walton Ford croise les références classiques littéraires et historiques (de Pline l’Ancien à Alfred Jarry, en passant par le marquis de Sade ou Guy de Maupassant) et la culture contemporaine populaire (King Kong, Les Dents de la mer ou Jurassic Park, par ex.). Supprimant les barrières entre les genres, Walton Ford aime revisiter les légendes et paraboles animalières, les films à grand spectacle, les récits d’explorateurs naturalistes et les auteurs comme David Quammen qui présente dans Monster of God, des légendes comme celle de Beowulf, où se tiennent des récits de combats entre bêtes sauvages. Il souhaite présenter "une histoire culturelle des animaux", la place qu'ils occupent dans notre imaginaire, et plus particulièrement, de ceux qui sont "forcés de vivre avec nous".
Chaque œuvre présente une flore et une faune précises - voire recomposées de plusieurs espèces éventuellement disparues comme le Loup de Tasmanie - et propose une critique cinglante du monde industriel du XIXe siècle ou de la société de consommation américaine contemporaine. Les sujets du bestiaire surréaliste sont détournés ; féroce et ironique, la faune exotique (fauves, éléphants, singes, oiseaux, rhinocéros, etc.) dessinée avec un extrême réalisme emprunte à diverses sources comme les cartoons américains des années 60-70, aux storyboards et aux Surréalistes. Chaque portrait d'animaux se double d'une symbolique complexe où se mêlent indices, blagues et leçons érudites. L'ariste présente ses œuvres comme : composed of dense allegories that make sometimes pointed, sometimes sidelong allusions to everything from conservationism and consumption to war, politics and imperialism. À l'instar de Martin Scorsese pour qui le plus important pour le metteur en scène était d’imaginer où placer la caméra, l’œil, Walton Ford se pose la même question.
Walton Ford s'inspire de ce qu'il appelle les vrais animaux sauvages, qui provoquent une peur primitive et aussi, qui disparaissent de la Terre. Le bestiaire de Walton Ford est issu d'une jungle incroyable où la nature est particulièrement dangereuse : une dinde écrase une perruche, des singes mettent à sac une table soigneusement dressée, un bison est encerclé par une meute de loups blancs ensanglantés... Les thèmes, actuels, interrogent sur la frontière entre l’homme et l’animal. Le peintre s'intéresse aux animaux sauvages, aux monstres, aux peurs humaines, aux questions fondamentales que pose "la bête".
Lors d'un séjour parisien (2011), l'artiste explore les collections du Musée de la Chasse et de la Nature et de la Bibliothèque nationale et conçoit de travailler autour du thème de la bête du Gévaudan. L'exposition qui en découle est présentée à Paris en 2015-16.

### Les œuvres principales
L'artiste a produit quelque 300 pièces depuis 1999 (illustrations visibles en note).
- Thanh Hoang, aquarelle, gouache, crayon et encre sur papier, 1997[4]
- Baba-B.G., (105,1 × 74 cm), 1997[5]
- Chalo, Chalo, Chalo ! (151,1 × 102,2 cm), 1997
- Bula Matari, (153,7 × 304,5 cm), gouache, encre et crayon, 1998,  Cf. Henry Morton Stanley[6]
- Chingado, (152,4 × 302,3 cm), 1998
- Sensations of an Infant Heart (151,1 x 102,9 cm), aquarelle, gouache, encre et crayon sur papier, 1999, Cf. Un souvenir d'enfance de J.-J. Audubon relaté dans ses mémoires[7]
- La Historia Me Absolverá 1999, Cf. Fidel Castro[8]
- Eothen, (101,6 × 152,4 cm) aquarelle, gouache, crayon et encre sur papier, 2001, Catlin collection[9]
- Der Pantherausbruch, (114,3 × 165,1 cm), 2001
- Compromised, aquarelle, crayon, 2002[10]
- Falling Bough, (154,3 × 303,5 cm), aquarelle, encre, gouache, crayon sur papier, 2002[11]
- Madagascar, (304,8 × 152,4 cm), aquarelle, encre, gouache, crayon sur papier, 2002[12]
- The Starling, (153,7×303,5 cm), 2002
- The Sensorium, (152,4 × 302,3 cm), 2003[13]
- Delirium, (159,1 × 109,5 cm), 2004[14]
- Visitation, 2004[15]
- Moriré de Cara al Sol, (105,4×73,7 cm), 2004, Cf. José Martí (Cuba)
- Jack On His Deathbed, (109,2 × 158,8 cm), 2005[16]
- Le Jardin, (242,6 × 461,1 cm), 2005
- Lost Trophy, (154,3 × 303,5 cm), 2005
- Bitter Gulfs, Cf. L'albatros de (Charles Baudelaire, 1861)[17]
- Novaya Zemlya Still Life (152,4 × 304,8 cm), 2006, Cf. Nouvelle Zemble
- La Fontaine, (152,4 x 304,8 cm), aquarelle, gouache, encre et crayon sur papier, 2006, Cf. le sculpteur Antoine-Louis Barye (1796-1875) et aux combats d’animaux destinés à l’ornement des squares[7]
- A Monster from Guiny (1,51 x 1,04 m), 2007, Cf. la guenon du mémorialiste Pepys (1633-1703) qui aurait disparu dans les flammes de l’incendie de Londres[7]
- Scipio and the Bear  (151,1 × 303,5 cm), 2007,  Cf. Scipion
- Loss of the Lisbon Rhinoceros (en trois panneaux : 2,42 x 3,53 m), 2008, hommage à une gravure de A. Dürer inspirée du dessin d’un anonyme et de sa propre lecture du récit de voyage de Marco Polo, évoque le naufrage de l’animal en 1515[7]
- Thurneysser's Demon (152,4 × 304,8 cm), 2008, Cf. Leonhart Thurneisser de Thurn (XVIe siècle)
- An Encounter with Du Chaillu, (242,6 × 152,4 cm), 2009, Cf. Paul Belloni Du Chaillu (naturaliste franco-américain, vulgarisateur et grand voyageur du XIXe siècle)
- Borodino, (152,4 × 303,5 cm), 2009
- Chaumière de Dolmancé, (151,8 × 105,1 cm), 2009, Cf. François de Sade[14]
- Royal Menagerie at the Tower of London, (152,4 × 303,5 cm), 2009, Cf. la Tour de Londres
- The Island, (triptyque 248,9 × 97,8 cm /248,9 × 158,8 cm / 248,9 × 97,8 cm), 2009[18]
- Calvaire, 2012[19]
- The Rolling Stones, Grrr!, 2012, couverture d'un album des Rolling Stones représentant un gorille, 2012
- The Tigress (152,4 x 304,8 cm), aquarelle, gouache sur papier, 2013,  Cf. Antoine-Louis Barye[7]
- The Graf Zeppelin, (104,1 x 151,8 cm), aquarelle, gouache et encre sur papier, 2014, Cf. Suzie, guenon star du zoo de Cincinnati dans les années 1930, elle voyagea en zeppelin de l’Allemagne aux États-Unis en 1929[14]
- Bosse-de-nage 1898. Ha ha !, (151,8 x 105,4 cm), aquarelle, gouache, encre sur papier, 2014[14], Cf. un personnage d'Alfred Jarry dans Ubu Roi.
- La Chasse (152,4 x 304,8 cm), aquarelle, gouache et encre sur papier, 2015
- Pieges (75,9 x 106 cm), aquarelle, gouache et encre sur papier, 2015
- La Bête Jouant avec un Chien de Chasse (151,8 x 105,4 cm), aquarelle, gouache et encre sur papier, 2015[14]
- Certainemment, 2015[14]
- La vérité historique, 2015[14]
- La bergère, 2015[14]
- Représentation véritable, (266,7 x 153 cm), aquarelle, gouache et encre sur papier, 2015, Cf. la bête du Gévaudan[20].

### Les expositions
L'artiste figure dans des collections américaines prestigieuses et a présenté plusieurs expositions dans des institutions majeures comme Hamburger Bahnhof de Berlin (2010). En 2011, son travail est proposé en marge de la foire d’art de Delhi (Inde) autour des fables du Pancha Tantra indien. Walton Ford est peu connu en France dont la première exposition se tient à Paris (2015-16).
- 1990 - The Blood Remembers, Bess Cutler Gallery, New York
- 1991 - Bess Cutler Gallery, Santa Monica, Californie
- 1993 - Contemporary Arts Center, Cincinnati, Ohio
- 1998 - Aspen Art Museum, Aspen, Colorado
- 1998 - 2009 - Paul Kasmin Gallery, New York City
- 1999 - University Art Museum, California State University, Long Beach, Californie
- 2006-2007 (novembre-Janvier) - Brooklyn Museum, New York, Tigers of Wrath: Watercolors by Walton Ford
- 2010 (janvier-mai) - Hamburger Bahnhof (Berlin), Berlin (Allemagne)[21]
- 2010 (juin-octobre) - Albertina (musée), musée d'art de Vienne (Autriche)
- 2014-2015 (octobre-février) - Smithsonian American Art Museum, Washington DC, The Singing and the Silence: Birds in Contemporary Art[22]
- 2015-16 (septembre-février) - Musée de la Chasse et de la Nature, Paris[23]